# 4617 Задунайський
4617 Задунайський (4617 Zadunaisky) — астероїд головного поясу, відкритий 22 лютого 1976 року.
Тіссеранів параметр щодо Юпітера — 3,105.